# Diecezja Viana do Castelo
Diecezja Viana do Castelo (łac. Dioecesis Vianensis Castelli) – diecezja Kościoła rzymskokatolickiego w Portugalii, z siedzibą w Viana do Castelo. Należy do metropolii Bragi. Została erygowana 3 listopada 1977.

## Główne świątynie
- Katedra: Katedra Matki Bożej Większej w Viana do Castelo

## Biskupi diecezjalni
- Júlio Tavares Rebimbas (1977–1982)
- Armindo Lopes Coelho (1982–1997)
- José Augusto Martins Fernandes Pedreira (1997–2010)
- Anacleto Oliveira (2010–2020)
- João Lavrador (od 2021)